# Enrico Tellini
Pour les articles homonymes, voir Tellini.
Enrico Tellini, né le 26 août 1871 à Castelnuovo di Garfagnana, dans la province de Lucques en Toscane et mort le 27 août 1923 à Ioannina, est un militaire italien.

## Biographie
Enrico Tellini passe les premières années de sa vie à Pontremoli où son père est juge du tribunal. Il entre au collège militaire de Florence. En 1901, il obtient un poste auprès de l'état-major de l'armée à Rome. En 1911, il participe à la guerre italo-turque en Libye.
Il se distingue et est rappelé pour prendre la charge d'attaché militaire auprès de l'ambassade d'Italie à Vienne. Pendant la Première Guerre mondiale, il occupe plusieurs postes jusqu'à sa capture en 1917 pendant la retraite de Caporetto. À la fin de la guerre, il est promu général et envoyé à Vlora en Albanie à la tête d'un contingent d'Italiens. En 1923, il est placé, par la Conférence des ambassadeurs de la Société des Nations, à la direction d'une commission chargée de tracer les frontières entre la Grèce  et l'Albanie en raison de la tension très élevée entre les deux pays. Le 27 août 1923, il est assassiné avec les quatre autres membres de la délégation par des auteurs inconnus.
Benito Mussolini, président du conseil depuis octobre 1922, condamne l'assassinat et réclame des réparations et des excuses officielles de la part du gouvernement grec. Athènes, avec Londres et Paris, demande l'intervention de la Société des Nations pendant que l'Italie bombarde et occupe Corfou. La SDN confie la résolution du problème à la Conférence des ambassadeurs qui prend parti pour l'Italie. Corfou est évacuée le 27 septembre après que la Grèce a versé une indemnité de cinquante millions de lires.
La décision est critiquée car la conférence n'a pas protégé la Grèce de l'agression d'une plus grande puissance.